# Боинг, Уильям Эдуард
Уильям Эдвард Боинг (англ. William Edward Boeing; 1 октября 1881, Детройт, Мичиган — 28 сентября 1956) — американский самолётостроитель, основатель американской авиастроительной компании Boeing (The Boeing Company).

## Биография
Родился в семье иммигранта из Германии, изначально носил фамилию Бёинг (Böing).
Учился в Йельском университете, но не получил диплома.
В 1903 переехал в Сиэтл, штат Вашингтон, и поначалу, как и его отец, занимался деревообрабатывающим бизнесом.
В 1910 увлёкся авиастроением и принял участие в первой американской авиавыставке, которая проходила в Лос-Анджелесе, Калифорния. Он поднял в воздух свой первый самолёт в 1915 году.
В 1916 Боинг со своим другом военно-морским инженером Джорджем Конрадом Вестервельтом разработал гидросамолёт B&W. Позднее, в том же году они организовали Пасифик Аэро Продактс Компани (The Pacific Aero Products Company) для производства своих самолётов. Компания поменяла своё название на Боинг (The Boeing Company) в 1917 году.
Долгое время был президентом компании, а затем и председателем совета директоров.
В последние годы он отошёл от дел и занялся разведением лошадей. В конце жизни продал свой пакет акций и уединился на собственной яхте у берегов Канады, где и умер 28 сентября 1956 года.

### Семья
Жена — Берта Боинг (1891—1977). Имел троих сыновей.

## Заслуги
В 1966 году был включён в Национальный зал славы авиации.